# Андрианов, Владислав Вадимович
Владисла́в Вади́мович Андриа́нов (24 июля 1951, Ростов-на-Дону, РСФСР, СССР — 2 января 2009, там же) — советский и российский певец, солист ансамбля «Лейся, песня». Получил известность как первый исполнитель песни «По волне моей памяти» одноимённого диска композитора Давида Тухманова.

## Биография
Владислав Андрианов родился в Ростове-на-Дону в интеллигентной семье. Отец был начальником управления культуры области, мать профессиональной певицей. В их доме бывали Хачатурян, Шолохов, Мурадели.
Учился в Ростовском музыкальном училище на отделении фортепиано (1966—1969). После второго курса был отчислен, был призван в армию. В 1969—1971 годах проходил военную службу. Вернувшись из армии, восстановился в музыкальном училище на заочном отделении.
В 1972 году короткое время гастролировал по Ростовской области в составе группы «Серебряные гитары».
В 1972 году стал солистом вокально-инструментального ансамбля «Витязи», организованном в Кемеровской филармонии.
В 1974 году в газете «Советская культура» была опубликована разгромная статья Людмилы Зыкиной, в которой были подвергнуты критике вокально-инструментальные ансамбли, исполняющие народные песни под «буржуазные аранжировки». После этой статьи «Витязи» попали под запрет. Андрианов вернулся в Ростов, где вместе с Сергеем Егоровым, Николаем Гончаровым, Виктором Бориловым и Виталием Барышниковым открыл музыкальный бар «Молодёжный» на улице Пушкинской. Через месяц он, однако, уехал в Москву.
В Москве бывшие члены «Витязей» организовали ансамбль «Лейся, песня». Андрианов стал популярен как исполнитель песен «Прощай», «Конопатая девчонка», «Кто тебе сказал», «Объяснить невозможно», «Вот увидишь», «Где же ты была», «Последнее письмо», «Шире круг», «Качается вагон», «Я вижу тебя», «Вечер», «Не знаю, что и думать мне».
В 1978 году Владислав Андрианов стал победителем Всесоюзного конкурса артистов эстрады, состоявшегося в Сочи.
В 1980 году Андрианов ушёл из ансамбля. Уход из ансамбля совпал с отъездом в США Михаила Шуфутинского, руководившего ансамблем «Лейся, песня» с 1976 года.
С 1980 года выступал в ансамбле «Красные маки».
В 1984—1990 годах практически не выступал, менял место работы: был автомойщиком, лоточником, начальником отдела внешних сношений в международной организации по борьбе с наркоманией и наркобизнесом.
Был дважды женат — жёны: Ольга Еськова (сестра футболиста Алексея Еськова) и Виктория, сын Алексей от первого брака.
Владислав Андрианов умер 2 января 2009 года от последствий черепно-мозговой травмы. Был похоронен на Северном кладбище Ростова-на-Дону.